# Liste des plus hautes constructions de Montréal
 (décembre 2015).
Si vous disposez d'ouvrages ou d'articles de référence ou si vous connaissez des sites web de qualité traitant du thème abordé ici, merci de compléter l'article en donnant les références utiles à sa vérifiabilité et en les liant à la section « Notes et références ».

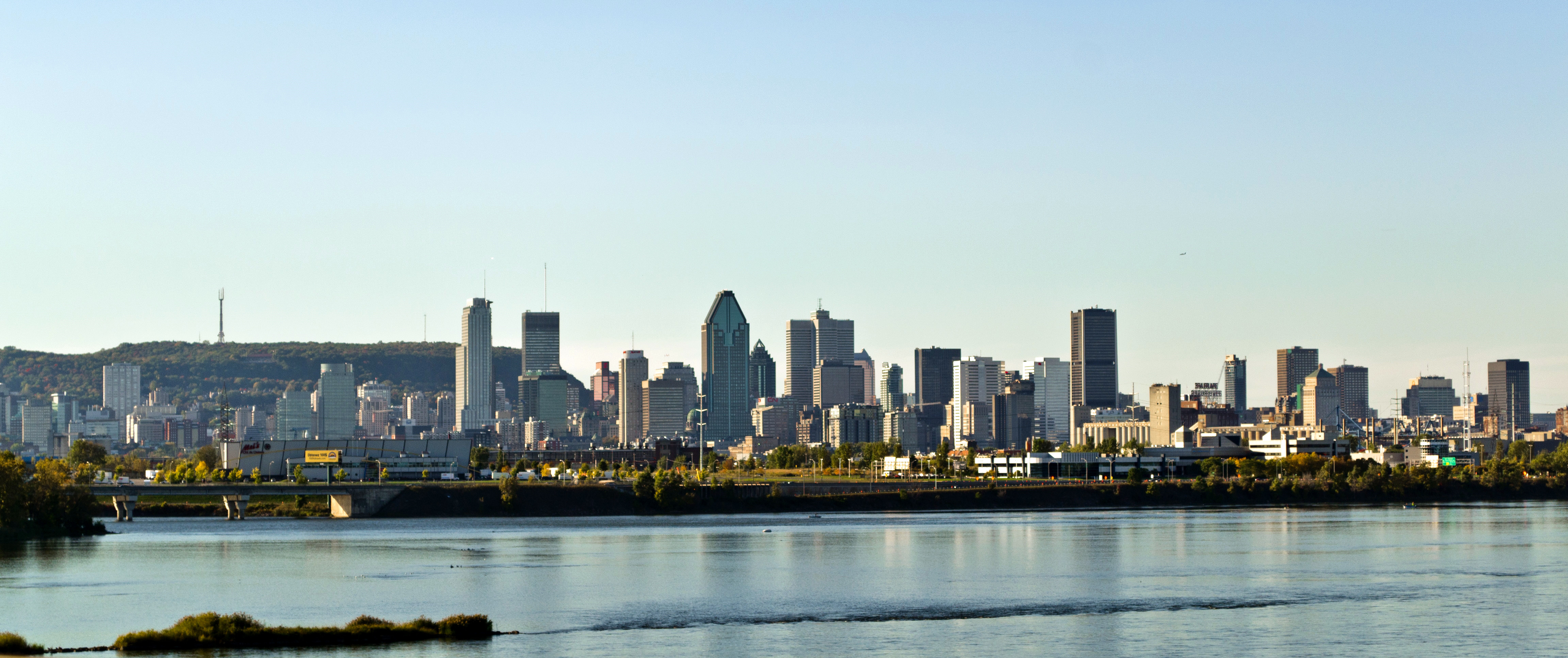
Panorama du centre-ville de Montréal en 2013.

Cet article concerne une liste des plus hautes constructions du centre-ville de Montréal (ne prenant pas en compte celles de l'Île-des-Sœurs), qui est la deuxième ville en importance du Canada. Le centre-ville de Montréal compte actuellement 62 gratte-ciel de 100 mètres de hauteur ou plus. La plus grande hauteur de toit est le 1000 De La Gauchetière, à 205 mètres et 51 étages, depuis 1992. Cependant, en incluant les flèches, la plus haute tour est le 1250 René-Lévesque à 226,5 m (199 mètres sans sa flèche).
Dans le but de préserver la ligne d'horizon, le zonage municipal interdit à tout édifice, sauf un (voir ci-après), d'atteindre une hauteur dépassant 200 mètres de hauteur ou le sommet du mont Royal, soit 232,5 mètres d'altitude. Cette limite est encore plus basse dans la plupart des secteurs et seulement quelques bâtiments du centre-ville ont la permission de dépasser 120 mètres de hauteur. La limite des 232,5 mètres d'altitude est actuellement atteinte par le 1000 De La Gauchetière et par le 1250 René-Lévesque, ce dernier étant moins haut, mais construit sur un terrain plus élevé. Le 1000 De La Gauchetière atteint une hauteur totale de 205 m (du niveau moyen autour du 1er étage au toit, excluant les détails architecturaux, tels que les flèches ou antennes), car il a été construit avant l'adoption du règlement sur les hauteurs maximales mentionnées ci-haut.
L'histoire des gratte-ciel à Montréal commence en 1888 avec l'Édifice New York Life et ses huit étages. La plupart des constructions en hauteur furent réalisées durant deux périodes : la fin des années 1920 et entre 1960 et le début des années 1990. Depuis 2010, un nombre important d'immeubles, principalement d'habitation, de plus de 100 mètres, sont en construction.
Le plus haut des nombreux édifices religieux de Montréal est l'Oratoire Saint-Joseph avec 129 mètres, incluant la croix sur le toit. Il s'agit du 23e plus haut édifice de la ville. C'est le seul édifice qui a la permission de dépasser le sommet du Mont-Royal, sans compter la croix du mont Royal et la tour de communications sur la montagne. Le plus haut édifice résidentiel de Montréal est L'Avenue, achevé en 2017, avec 183,8 mètres et 50 étages.

## Liste des gratte-ciel
La hauteur utilisée dans la liste suivante est la hauteur du toit, incluant des détails architecturaux tels que les flèches décoratives, mais excluant les antennes fonctionnelles; c'est le critère utilisé pour fins de comparaisons internationales tel que défini par le Council on Tall Buildings and Urban Habitat (CTBUH). Même si le service d'urbanisme de la ville de Montréal ou le code national du bâtiment ne tient pas compte des détails architecturaux, tels que les flèches décoratives dans les calculs de hauteurs d'édifices, ils sont inclus ici pour fins d'harmonisation avec d'autres listes, tels que la liste des plus hauts édifices du Québec, la liste des plus hauts édifices du Canada et autres palmarès internationaux. Le signe égal (=) après le rang indique que deux constructions ou plus mesurent la même hauteur. La colonne "année" indique l’année durant laquelle le gratte-ciel fut complété.
| Rang | Nom du bâtiment                                       | Adresse                                             | Image | Hauteur (mètres) | Nombre d'étages | Année | Note                                                                                   |
| ---- | ----------------------------------------------------- | --------------------------------------------------- | ----- | ---------------- | --------------- | ----- | -------------------------------------------------------------------------------------- |
| 1    | 1 Square Phillips                                     | 539 Rue Sainte-Catherine O                          |       | 232,5            | 61              | 2025  |                                                                                        |
| 2    | 1250 René-Lévesque                                    | 1250, boulevard René-Lévesque Ouest                 |       | 226,5            | 47              | 1992  | 199 m de hauteur de toit Auparavant connu sous le nom : Tour IBM Marathon.             |
| 3    | 1000 De La Gauchetière                                | 1000, rue De La Gauchetière Ouest                   |       | 205              | 51              | 1992  | Plus haut gratte-ciel de Montréal et du Canada à l'est de Toronto par hauteur de toit. |
| 4    | Maestria Tour B                                       | Rue Jeanne Mance                                    |       | 202              | 58              | 2024  |                                                                                        |
| 5    | Victoria sur le parc                                  | 700, rue Saint-Jacques Ouest                        |       | 200              | 58              | 2023  |                                                                                        |
| 5    | Place Banque Nationale                                | 800, rue Saint-Jacques Ouest                        |       | 200              | 40              | 2024  |                                                                                        |
| 7    | Tour de la Bourse                                     | 800, Square Victoria                                |       | 190              | 47              | 1964  | Plus haut édifice du Commonwealth et du Canada de 1964 à 1967.                         |
| 8    | Place Ville-Marie                                     | 1, Place Ville-Marie, boulevard René-Lévesque Ouest |       | 188              | 43              | 1962  | Tour cruciforme. Plus haut édifice du Commonwealth et du Canada de 1962 à 1964.        |
| 9    | Maestria Tour A                                       | Rue Sainte-Catherine                                |       | 184,7            | 55              | 2024  |                                                                                        |
| 10   | L'Avenue                                              | 1221, avenue des Canadiens-de-Montréal              |       | 184,4            | 51              | 2017  | Plus haut complexe résidentiel et commercial de Montréal.                              |
| 11   | Tour CIBC                                             | 1155, boulevard René-Lévesque Ouest                 |       | 184              | 45              | 1962  | Son antenne a été retirée en 2019.                                                     |
| 12   | Tour des Canadiens 2                                  | 1188, rue Saint-Antoine Ouest                       |       | 168              | 52              | 2019  |                                                                                        |
| 12   | Tour des Canadiens 3                                  | 1288, rue Saint-Antoine Ouest                       |       | 168              | 52              | 2021  |                                                                                        |
| 14   | Tour des Canadiens                                    | 1227, avenue des Canadiens-de-Montréal              |       | 167              | 50              | 2016  | Complexe résidentiel et commercial.                                                    |
| 15   | 1501 McGill College                                   | 1501, avenue McGill College                         |       | 158              | 36              | 1992  |                                                                                        |
| 16   | Le complexe Desjardins, Tour Sud                      | 150, rue Sainte-Catherine Ouest                     |       | 152              | 40              | 1976  | Complexe de quatre tours sur un quadrilatère.                                          |
| 17   | Le Solstice                                           | 1020, rue de la Montagne                            |       | 147,5            | 44              | 2023  |                                                                                        |
| 18   | Le Roccabella (en) de la Montagne                     | 1325, boulevard René-Lévesque Ouest                 |       | 147              | 40              | 2017  | Plus hautes tours jumelles de Montréal.                                                |
| 18   | Le Roccabella Drummond                                | 1300, boulevard René-Lévesque Ouest                 |       | 147              | 40              | 2016  | Plus hautes tours jumelles de Montréal.                                                |
| 20   | Icône                                                 | 1175, rue de la Montagne                            |       | 146              | 39              | 2016  | Tour Nord.                                                                             |
| 20   | Tour KPMG                                             | 600, boulevard de Maisonneuve Ouest                 |       | 146              | 34              | 1987  |                                                                                        |
| 22   | Le George                                             | 1001, rue Lucien L’Allier                           |       | 143              | 45              | 2024  |                                                                                        |
| 23   | Hôtel Marriott Le Château Champlain                   | 1050, rue De La Gauchetière Ouest                   |       | 139              | 38              | 1967  | Plus haut hôtel de Montréal.                                                           |
| 24   | Le V - Hôtel Marriott Courtyard Montréal Centre-ville | 380, boulevard René-Lévesque Ouest                  | Le V  | 138              | 42              | 2014  | Complexe hôtelier et résidentiel.                                                      |
| 25   | Tour Telus                                            | 630, boulevard René-Lévesque Ouest                  |       | 136              | 34              | 1962  |                                                                                        |
| 26   | Tour Deloitte                                         | 1141, rue Saint-Antoine Ouest                       |       | 135              | 26              | 2015  |                                                                                        |
| 27   | Condos TOM (en)                                       | 1200, avenue Union                                  |       | 134              | 42              | 2017  | Immeuble résidentiel.                                                                  |
| 27   | Tour Bell Média                                       | 1800, avenue McGill College                         |       | 134              | 34              | 1988  | Aussi connu sous le nom de Place Montréal Trust et Maison Astral.                      |
| 29   | Banque Canadienne Nationale                           | 500, Place d'Armes                                  |       | 133              | 32              | 1968  |                                                                                        |
| 30   | Le complexe Desjardins, Tour Est                      | 150, rue Sainte-Catherine Ouest                     |       | 130              | 32              | 1976  | Complexe de quatre tours sur un quadrilatère.                                          |
| 31   | Tour Scotia                                           | 1002, rue Sherbrooke Ouest                          |       | 128              | 29              | 1990  |                                                                                        |
| 31   | Complexe Maisonneuve                                  | 600, rue De La Gauchetière ouest                    |       | 128              | 28              | 1983  | Tours jumelles.                                                                        |
| 31   | Tour Bell                                             | 700, rue De La Gauchetière ouest                    |       | 128              | 28              | 1983  | Tours jumelles.                                                                        |
| 31   | 1000 Sherbrooke                                       | 1000, rue Sherbrooke Ouest                          |       | 128              | 28              | 1974  |                                                                                        |
| 35   | Tour Terminal                                         | 800, boulevard René-Lévesque Ouest                  |       | 125              | 30              | 1966  |                                                                                        |
| 36   | Altitude Montréal                                     | 1215, rue University                                |       | 124              | 33              | 2013  | Complexe résidentiel et commercial.                                                    |
| 37   | Édifice Sun Life                                      | 1155, rue Metcalfe                                  |       | 122              | 26              | 1933  |                                                                                        |
| 37   | Le Port-Royal                                         | 1455, rue Sherbrooke Ouest                          |       | 122              | 33              | 1964  | Immeuble résidentiel.                                                                  |
| 37   | Hôtel AC Marriott                                     | 222, boulevard René-Lévesque Ouest                  |       | 122              | 34              | 2017  | Complexe hôtelier et résidentiel.                                                      |
| 40   | Édifice de la Banque Royale                           | 360, rue Saint-Jacques                              |       | 121              | 28              | 1928  | Plus haut édifice de l'Empire britannique de 1928 à 1929.                              |
| 41   | Condos YUL (en)                                       | boulevard René-Lévesque Ouest                       |       | 120              | 38              | 2017  | Immeuble résidentiel. Tour Ouest.                                                      |
| 41   | Condos YUL 2                                          | boulevard René-Lévesque Ouest                       |       | 120              | 38              | 2020  | Immeuble résidentiel. Tour Est.                                                        |
| 41   | Hôtel Holiday Inn                                     | 1390, boulevard René-Lévesque Ouest                 |       | 120              | 37              | 2017  | Complexe hôtelier et résidentiel.                                                      |
| 41   | Le QuinzeCent                                         | 1500, boulevard René-Lévesque Ouest                 |       | 120              | 36              | 2024  |                                                                                        |
| 41   | 628 Saint-Jacques Ouest                               | 628, rue Saint-Jacques Ouest                        |       | 120              | 35              | 2022  |                                                                                        |
| 41   | Le Livmore Ville-Marie phase 1                        | 455, boulevard René-Lévesque Ouest                  |       | 120              | 36              | 2023  |                                                                                        |
| 41   | Le Children's                                         | 1111, rue Atwater                                   |       | 120              | 37              | 2022  |                                                                                        |
| 41   | Altoria                                               | 495, avenue Viger Ouest                             |       | 120              | 35              | 2014  | Complexe résidentiel et commercial.                                                    |
| 49   | Cité du commerce électronique                         | 1350, boulevard René-Lévesque Ouest                 |       | 119              | 27              | 2004  |                                                                                        |
| 50   | Centre Sheraton                                       | 1201, boulevard René-Lévesque Ouest                 |       | 118              | 38              | 1982  | Hôtel.                                                                                 |
| 51   | Hôtel Omni Mont-Royal                                 | 1050, rue Sherbrooke Ouest                          |       | 116              | 32              | 1976  | Hôtel.                                                                                 |
| 52   | Maison Manuvie                                        | 900, boulevard de Maisonneuve Ouest                 |       | 114              | 28              | 2017  |                                                                                        |
| 53   | Place du Canada                                       | 1010, rue De La Gauchetière Ouest                   |       | 113              | 27              | 1966  |                                                                                        |
| 53   | 400 Sherbrooke Ouest                                  | 400, rue Sherbrooke Ouest                           |       | 113              | 37              | 2009  | Complexe hôtelier et résidentiel.                                                      |
| 55   | Édifice Hydro-Québec                                  | 75, boulevard René-Lévesque Ouest                   |       | 110              | 24              | 1962  |                                                                                        |
| 55   | 500 René-Lévesque                                     | 500, boulevard René-Lévesque Ouest                  |       | 110              | 26              | 1983  |                                                                                        |
| 57   | Le complexe Desjardins, Tour Nord                     | 150, rue Sainte-Catherine Ouest                     |       | 108              | 28              | 1976  | Complexe de quatre tours sur un quadrilatère.                                          |
| 57   | Evo Square Victoria                                   | 777, rue University                                 |       | 108              | 30              | 1976  | Hôtel.                                                                                 |
| 57   | Hôtel Gouverneur                                      | 1415, rue Saint-Hubert                              |       | 108              | 30              | 1973  | Complexe Place Dupuis.                                                                 |
| 60   | Le Chatel                                             | 1625, boulevard de Maisonneuve Ouest                |       | 107              | 27              | 1975  | Immeuble résidentiel.                                                                  |
| 61   | Le Peterson                                           | 445, avenue du président Kennedy                    |       | 105              | 34              | 2017  | Immeuble résidentiel.                                                                  |
| 61   | Maison de Radio-Canada                                | 1400, boulevard René-Lévesque Est                   |       | 105              | 24              | 1973  |                                                                                        |
| 62   | Place Sherbrooke                                      | 1010, rue Sherbrooke Ouest                          |       | 104              | 25              | 1976  |                                                                                        |
| 62   | 2020 University                                       | 2020, rue Robert-Bourassa                           |       | 104              | 26              | 1973  | Tour Intact Assurance.                                                                 |
| 64   | Édifice La Laurentienne (en)                          | 1100, boulevard René-Lévesque Ouest                 |       | 102              | 27              | 1986  | Remplace l'Hôtel Laurentien (en) de 21 étages.                                         |
| 65   | Le 2250 Guy                                           | 2250, rue Guy                                       |       | 101              | 32              | 1971  | Immeuble résidentiel.                                                                  |
| 66   | Hôtel Le Cantlie Suites                               | 1110, rue Sherbrooke Ouest                          |       | 100              | 28              | 1964  | Hôtel.                                                                                 |

## Listes des gratte-ciel en construction, approuvés et proposés

### En construction

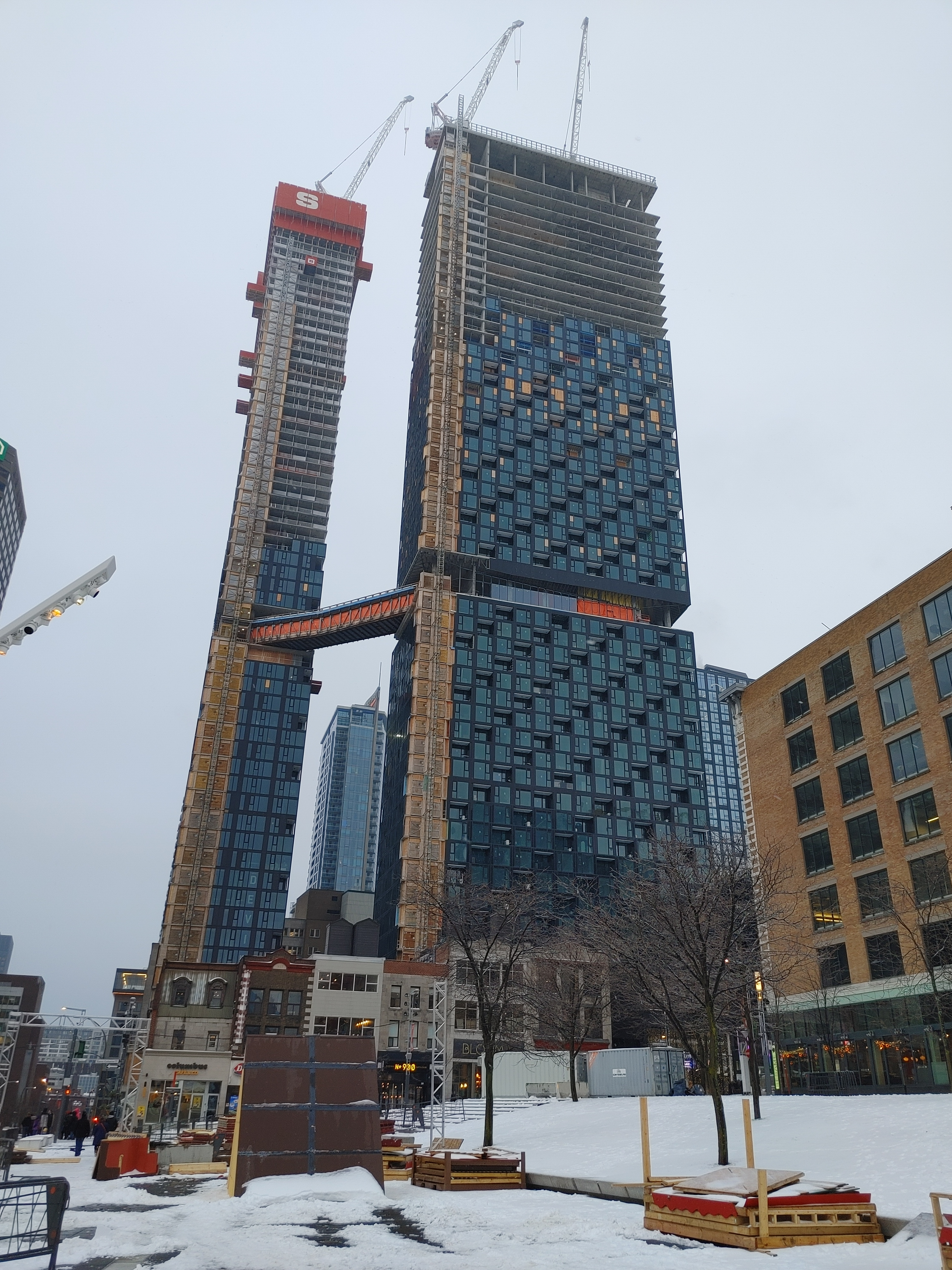
Maestria Condominiums en construction, le 6 janvier 2023

| Rang | Nom du bâtiment                | Hauteur (m) | Étages | Début de construction | Fin de construction |
| ---- | ------------------------------ | ----------- | ------ | --------------------- | ------------------- |
| 1    | Maestria Condominiums phase 2  | 200         | 61     | Mai 2020              | 2024                |
| 2    | 900 Saint-Jacques              | 200         | 63     | Août 2020             | 2025                |
| 3    | 1 Square Phillips              | 200         | 61     | Juillet 2020          | 2025                |
| 4    | Maestria phase 1               | 188         | 58     | Mai 2020              | 2024                |
| 5    | Le Livmore Ville-Marie phase 2 | 152         | 45     | 2023                  | 2025                |
| 6    | MAA Condominiums               | 120         | 33     | Automne 2020          | 2024                |

### Approuvés
| Rang | Nom du bâtiment                        | Hauteur (m) | Étages |
| ---- | -------------------------------------- | ----------- | ------ |
| 1    | 1050 rue de la Montagne                | 128         | 38     |
| 2    | La Baie d'Hudson Montréal Centre-Ville | 102         | 20     |

### Proposés
| Rang | Nom du bâtiment         | Hauteur (m) | Étages |
| ---- | ----------------------- | ----------- | ------ |
| 1    | 900 Saint-Antoine Ouest | 200         | 64     |
| 2    | 750 Peel phase 2        | 120         | ??     |

## Liste des autres constructions
| Rang | Nom du bâtiment          | Adresse                          | Image | Hauteur (mètres) | Année | Note |
| ---- | ------------------------ | -------------------------------- | ----- | ---------------- | ----- | --- |
| 1    | Pont Samuel-De Champlain | Fleuve Saint-Laurent             |       | 170              | 2019  | Hauteur du pylône haubané du pont. |
| 2    | Tour de Montréal         | 4545, avenue Pierre de Coubertin |       | 165              | 1987  | Bien que la tour du Stade olympique abrite 20 étages de bureaux, elle n'est pas un gratte-ciel. C'est la plus haute tour inclinée du monde. |
| 3    | Oratoire Saint-Joseph    | 3800, chemin Queen Mary          |       | 128              | 1967  | Plus grande église du Canada. |
| 4    | Pont Jacques Cartier     | Fleuve Saint-Laurent             |       | 104              | 1930  | Les sommets des travées d'ancrage sont surmontés de petites tours Eiffel.                                                                   |
| 5    | La Spirale               | Île Sainte-Hélène                |       | 100              | 1968  | Tour d'observation du parc d'attractions La Ronde. Un ascenseur vitré circulaire l'enserre.                                                 |
| 5    | Antenne Radio-Canada     | Parc du Mont-Royal               |       | 100              | ~1960 | Antenne candélabre de télécommunication. |

## Histoire des plus hautes constructions

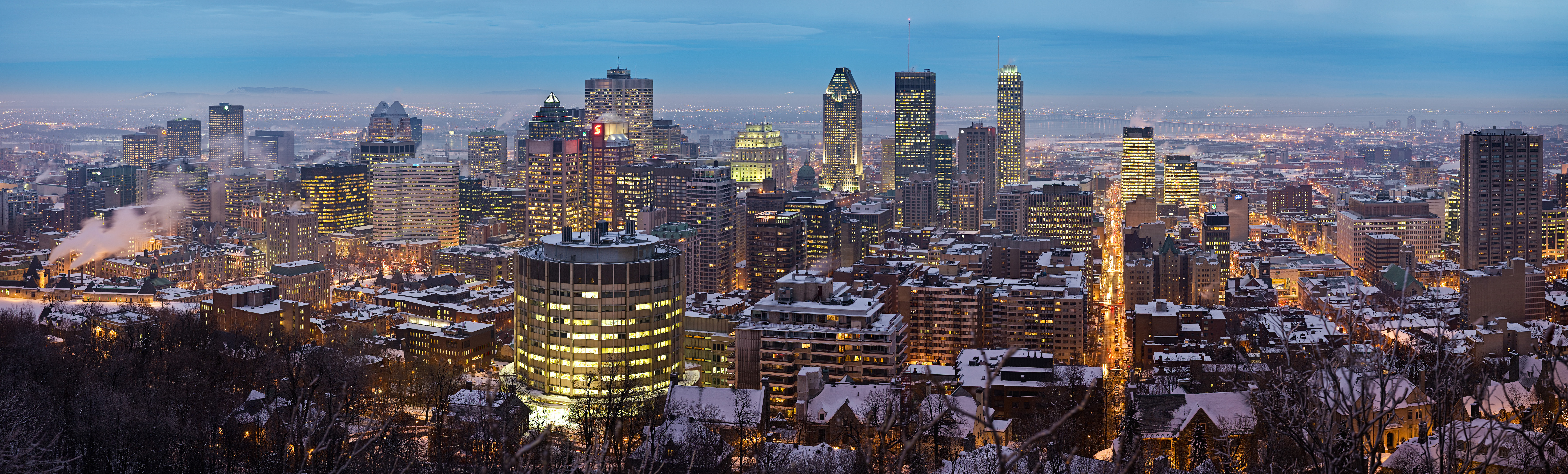
Le centre-ville vu du belvédère du Mont-Royal, en 2006.

| Nom                          | Adresse                             | Années       | Nombre d’années | Hauteur | Étages |
| Basilique Notre-Dame         | 110, rue Notre-Dame Ouest           | 1829–1928    | 99              | 69      | 7      |
| Édifice de la Banque Royale, | 360, rue Saint-Jacques Ouest        | 1928–1931    | 3               | 121     | 22     |
| Édifice Sun Life             | 1155, rue Metcalfe                  | 1931–1962    | 31              | 122     | 26     |
| Tour CIBC                    | 1155, boulevard René-Lévesque Ouest | 1962         | <1              | 187     | 45     |
| Place Ville-Marie            | 1, Place Ville-Marie                | 1962–1964    | 2               | 188     | 47     |
| Tour de la Bourse            | 800, Square Victoria                | 1964–1992    | 28              | 194     | 47     |
| 1000 De La Gauchetière,      | 1000, rue De La Gauchetière Ouest   | 1992–présent | 33 (actuel)     | 205     | 51     |